# U-Bahnhof Rödingsmarkt

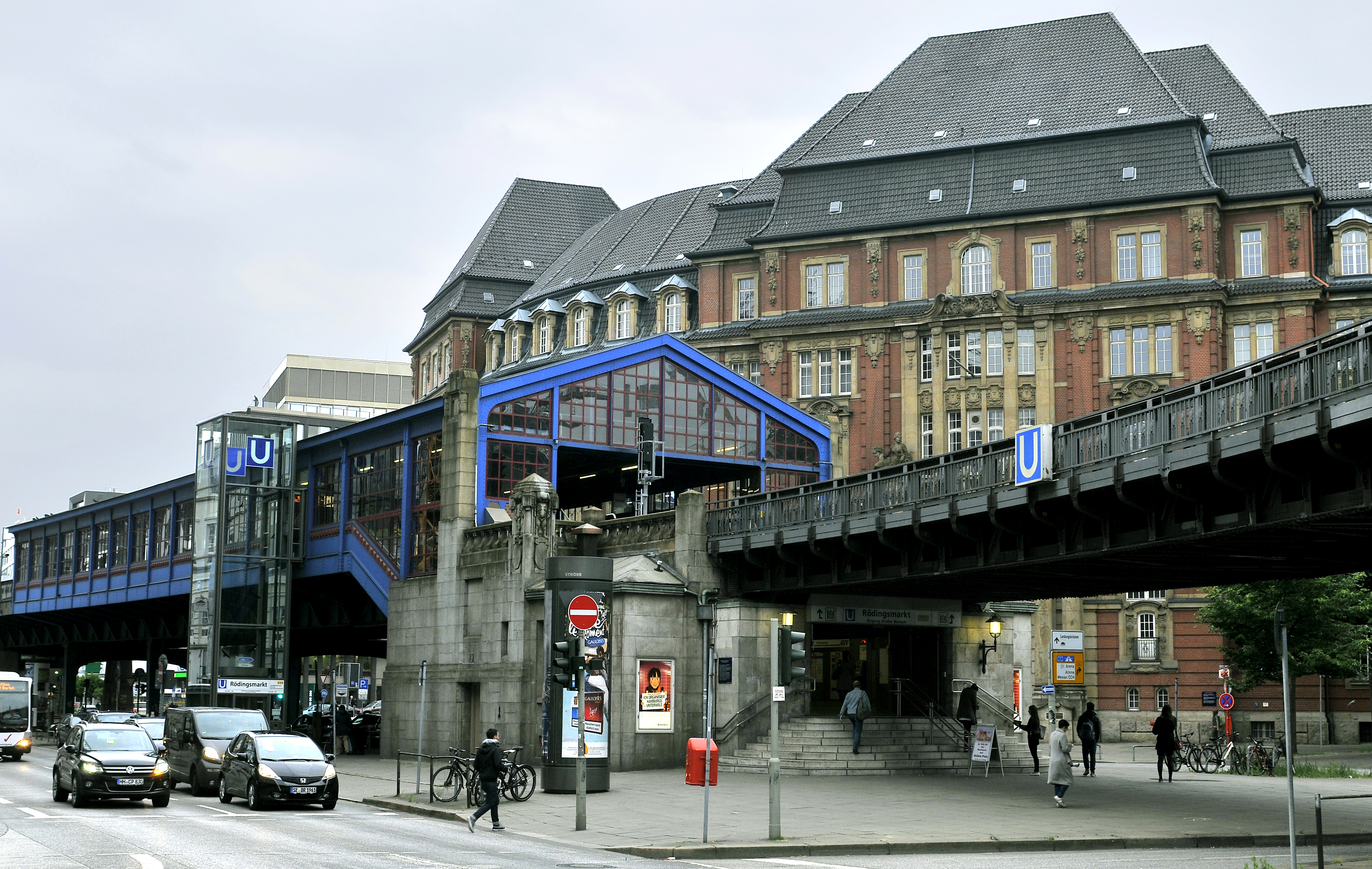
U-Bahnhof Rödingsmarkt von Nordwesten gesehen

Der U-Bahnhof Rödingsmarkt ist eine Hochbahn-Haltestelle der Hamburger U-Bahn-Linie U3. Der U-Bahnhof befindet sich im Stadtteil Hamburg-Altstadt. Das Kürzel der Station bei der Betreiber-Gesellschaft Hamburger Hochbahn lautet „RD“. Der U-Bahnhof hat täglich 13.001 Ein- und Aussteiger (Mo–Fr, 2019).

## Geschichte
Der U-Bahnhof wurde in den Jahren 1910/11 nach Plänen von Raabe & Wöhlecke als Teil der Ringlinie erbaut. Die Bahnsteighalle überspannt beide Gleise und die Seitenbahnsteige mit einem flachen Satteldach und sichtbaren eisernen Fachwerkträgern. Entsprechend der zentralen Lage in Hamburg besitzt der Bahnhof eine repräsentative Eingangshalle mit einer Fassade aus hellgrauen Granitblöcken auf der Nordseite. Diese blieb fast 100 Jahre lang einziger Zugang zum Bahnhof.
Erst im Jahr 2002 wurde unter der Leitung des Architekturbüros Grundmann + Hein auf der Südseite ein zweiter Eingang geschaffen und alle Zugänge barrierefrei umgebaut.

## Lage und Ausbau
Die Station mit Seitenbahnsteigen liegt in der Mitte des nördlichen Teils des Rödingsmarkts über dem ehemaligen, 1886 zugeschütteten Rödingsmarktfleet. Die Bahnsteige waren zunächst für einen Betrieb mit 4-Wagen-Zügen angelegt, sie wurden in den 1920er Jahren für eine Zuglänge von sechs Wagen nach Süden verlängert. Die Haltestelle überbrückt im südlichen Teil den ehemals Ost-West-Straße genannten Straßenzug und trennt dessen westlichen (Ludwig-Erhard-Straße) und östlichen Teil (Willy-Brandt-Straße). Die Haltestelle wurde an beiden Bahnsteigen mit je einem gläsernen Aufzug ausgestattet.
| Linie | Verlauf |
| ----- | --- |
| U 3   | Barmbek – Saarlandstraße – Borgweg (Stadtpark) – Sierichstraße – Kellinghusenstraße – Eppendorfer Baum – Hoheluftbrücke – Schlump – Sternschanze – Feldstraße (Heiligengeistfeld) – St. Pauli – Landungsbrücken – Baumwall (Elbphilharmonie) – Rödingsmarkt – Rathaus – Mönckebergstraße – Hauptbahnhof Süd – Berliner Tor – Lübecker Straße – Uhlandstraße – Mundsburg – Hamburger Straße – Dehnhaide – Barmbek – (in Planung Fuhlsbüttler Straße –) Habichtstraße – Wandsbek-Gartenstadt |